# Malacothrips adranes
Malacothrips adranes är en insektsart som beskrevs av Ian A. Hood 1938. Malacothrips adranes ingår i släktet Malacothrips och familjen rörtripsar. Inga underarter finns listade i Catalogue of Life.